# Ah, Wilderness!
Ah, Wilderness! (Alternativtitel: Stürme der Jugend) ist ein US-amerikanischer Spielfilm von Clarence Brown aus dem Jahr 1935. Es handelt sich um eine Verfilmung von Eugene O’Neills Komödie O Wildnis! (Ah, Wilderness!), die 1933 uraufgeführt worden war.

## Handlung
Juni 1906, in einer Kleinstadt in Neuengland. Der 17-jährige Richard Miller, Sohn des örtlichen Zeitungschefs, hat soeben seinen Schulabschluss gemacht und soll an der Yale University studieren. Er ist ein kluger und idealistischer, wenngleich etwas naiver und überspannter junger Mann, der seine Weisheiten aus den Lektüren von Shaw, Swinburne, Omar Chayyām und Karl Marx bezieht. Richards Freundin Muriel hört ihm geduldig zu, wenn er von seiner Weltsicht und seinen Träumen, einmal ein bedeutender Mann zu werden, erzählt.
Bei seiner Schulabschlussfeier kommt es beinahe zum Eklat. Richard soll als Jahrgangsbester eine Rede halten und möchte in dieser den amerikanischen Traum durch marxistische Thesen entlarven. Sein Vater hatte aber zuvor das Manuskript gelesen und bricht extra verfrüht in Applaus aus, womit er einen Eklat verhindert. Mr. Miller erlaubt seinem Sohn, den Stanley Steamer der Familie zu fahren, wenn ihm sein Marxismus das erlaube. Umgehend besteigt Dick mit Muriel das Automobil.
Neben seinen Eltern und drei Geschwistern leben mit Richard im Haus auch seine unverheirateten Verwandten Lily Davis und Sid Miller. Die beiden wollten vor Jahren heiraten, doch dazu kam es nicht – wegen Sids Affäre mit einer anderen Frau und vor allem wegen seines anhaltenden Alkoholproblems. Auch gelingt es Sid noch immer nicht, ein gesichertes Einkommen zu erzielen, und solange ist an eine Heirat nicht zu denken. Er hat aber eine neue Anstellung als Zeitungsreporter in Waterbury gefunden und hofft, wenn er erfolgreich ist, Lily endlich heiraten zu können.
Am Morgen des amerikanischen Unabhängigkeitstages kehrt Onkel Sid zu den Millers zurück und erklärt seiner Familie, er habe den Tag freibekommen. Auch Mr. McComber, der Vater von Richards Freundin Muriel, erscheint bei den Millers, nachdem er erfahren hat, dass Richard seiner Tochter das anzügliche Gedicht Laus Veneris überreicht hatte. Mr. McComber untersagt jeglichen weiteren Kontakt Richards mit Muriel, die Richard in einem Brief ihre Trennung darlegt. Richard ist über die unerwartete Trennung entsetzt. Während die übrige Familie für Unternehmungen mit Freunden aufbricht, bleibt er deshalb allein zurück.
Richard trifft zufällig auf Wint, einem Freund von Richards älterem Bruder, dem Studenten Arthur. Wint lädt ihn dazu ein, den Abend in einer verruchten Kneipe zu verbringen – Richard sagt zu, zumal er ja bereits länger die kleinstädtischen Konventionen hinterfragt. In der Kneipe trifft Richard auf Belle, mehr oder weniger eine Prostituierte, die sich Drinks von ihm ausgeben lässt und seine Überforderung und Unschuld ausnutzt. Schließlich wirft der Wirt den minderjährigen Richard heraus, und dieser erscheint torkelnd und traurig nach Mitternacht vor dem Haus seiner Eltern. Wie Richard ist auch Onkel Sid an diesem Abend betrunken zurückgekehrt – und hat gestanden, dass er in Waterbury gefeuert wurde. Mr. Miller bietet Sid daraufhin erneut seine alte Stelle in der Zeitung an. Die Familie nimmt Onkel Sids Eskapaden leichtfertig hin und lacht darüber, doch Tante Lily gibt zu bedenken, dass ihm dieses Lachen nicht helfe.
Am nächsten Tag treffen sich Richard und Muriel zu einer Aussprache. Richard gesteht seinen Fehler ein und Muriel erklärt, dass sie von ihrem Vater zu dem Brief gezwungen worden sei. Schließlich küssen sie sich zum ersten Mal. Richards Vater hat eine ernste Unterredung mit seinem Sohn, in der er ihm klarmacht, dass man leicht auf Umwege des Lebens geraten kann und keine ehrliche Frau sich für einen Betrunkenen interessiere. Mr. Miller bemerkt zu seiner Frau, dass sie komplett von Liebe umgeben seien: Sid und Lily trinken Limonade auf der Veranda, Sohn Arthur und Tochter Mildred sind mit ihren Partnern ausgegangen. Der glückliche Richard küsst seine Eltern und macht einen Abendspaziergang. Mr. Miller kommentiert die Schönheit des Abends und zitiert Omar Khayyams Rubaiyat und den Satz Ah, that Spring should vanish with the rose. Seiner Frau erklärt er, dass der Frühling nicht alles sei und auch in Herbst und Winter Schönheit liege, wenn man zusammen sei.

## Produktionsgeschichte
Der Regisseur Clarence Brown war im Oktober 1933, direkt nachdem das Stück angelaufen war, an einer Verfilmung interessiert. Auch sein Studio Metro-Goldwyn-Mayer konnte von einer Verfilmung überzeugt werden, zumal der Stoff im Vergleich zu anderen O’Neill-Stücken relativ harmlos war – dennoch stieß insbesondere die Szene mit Belle in der Kneipe an die Grenzen des Hays Codes. So musste Metro-Goldwyn-Mayer ein paar Sätze streichen, in denen deutlicher wird, dass Belle dem jungen Richard auch Sex anbietet. Zunächst überlegte das Studio, W. C. Fields als Onkel Sid und Will Rogers als Mr. Miller zu besetzen. Die Verhandlungen mit den beiden Starkomikern gestalteten sich allerdings als schwierig. Will Rogers fürchtete wegen der Szenen mit Belle angeblich um sein familienfreundliches Image und verlangte mehr Geld; schließlich brach er stattdessen zu einer längeren Reise auf, bei der er bei einem Flugzeugabsturz ums Leben kam. Schlussendlich wurden Lionel Barrymore und Wallace Beery, die ohnehin bei Metro-Goldwyn-Mayer unter Vertrag standen, für die Rollen verpflichtet.
Clarence Brown, der 1890 in der Kleinstadt Clinton in Massachusetts geboren war, schlug erfolgreich vor, in seiner Heimatstadt die Außenszenen zu drehen – da Clinton, wie der Ort in dem Stück, eine Kleinstadt in Neuengland war. Dreharbeiten „on location“ waren im Studiosystem der 1930er-Jahre ungewöhnlich. Brown traf viele seiner alten Bekannten wieder und setzte die Dorfbewohner in Statistenrollen ein. Er bezeichnete Ah, Wilderness! später als einen seiner persönlichsten Filme, da er sich mit der Figur des Richard – der unter ähnlichen Umständen wie er in den 1900er-Jahren aufwuchs – identifizieren konnte. Die Dreharbeiten waren Ende September 1935 beendet, zwei Monate später kam der Film in die Kinos.
Obwohl Ah, Wilderness! trotz seines Kassenerfolges und guter Kritiken nicht die von MGM erhofften Oscars gewann, wurde der Film für das Studio sehr einflussreich: Metro-Goldwyn-Mayer entschied sich, mehr in die Richtung von Familienfilmen über das ländliche Amerika zu gehen. Für die 1937 erschienene Familienkomödie A Family Affair standen mit Lionel Barrymore, Cecilia Parker, Eric Linden, Mickey Rooney, Spring Byington und Charley Grapewin sechs Schauspieler aus diesem Film wieder vor der Kamera. Barrymore besetzte dabei wieder die Rolle des weisen Familienpatriarchen. A Family Affair wurde sehr erfolgreich und zum „Gründungsfilm“ der langjährigen Andy-Hardy-Filmreihe, die Mickey Rooney zum Star machte und prägend für das Image von MGM als familienfreundlichem, konservativem Studio wurde. Die subversiven Untertöne von Ah, Wilderness!, die den American Way of Life hinterfragten, waren in diesen Filmen allerdings zusehends nicht mehr zu hören.
Cedric Gibbons und William A. Horner waren als Artdirectors für das Szenenbild verantwortlich, Dolly Tree verantwortete die Kostüme und Douglas Shearer war für den Ton zuständig.

## Kritiken
Ah, Wilderness! erhielt bei amerikanischen Kritikern viel Lob und wurde auch Jahrzehnte später noch von vielen Kritikern als gelungen erachtet. Browns Biografin Gwenda Young schreibt 2018, dass der Film wie viele der besten Werke von Brown auf bescheidene Weise von Amerikanern und ihren Werten und Lebensentwürfen handele. MGM-Studioboss Louis B. Mayer habe diesen Film später oft mit beschaulichen Familienfilmen zu kopieren versucht, aber keiner habe die „Delikatheit und von Herzen kommende Aufrichtigkeit“ von Browns Film gehabt.
Andre Sennwald fand in der New York Times vom 25. Dezember 1935 lobende Worte für den Film. Der Film bringe O’Neills wunderbares Stück in „warmer, weitläufiger und erinnernder Stimmung“ auf die Leinwand. Der Fokus des Filmes liege auf Eric Linden als Sohn Richard, der glücklicherweise die „sensibelste und bewegendste Darstellung“ seiner bisherigen Filmkarriere biete. Die Szenen bei der Schulabschlussfeier sowie zwischen Vater und Sohn seien besonders gelungen. Auch weitere der Schauspieler wie Lionel Barrymore und Aline MacMahon seien sehr gut, nur der Wallace Beery auszeichnende „komische Unfug“ wirke in dem leisen und wehmütigen Film manchmal fehl am Platze. Ah, Wilderness! sei „herzzerbrechend und unwahrscheinlich humorvoll und insgesamt denkwürdig“.
John Orlandello war in seinem Buch O’Neill on Film der Meinung, dass der Film „visuell einfallsreich“ sei und sehr atmosphärisch das Milieu und die damalige Zeit abbilde, was der vielleicht wichtigste Punkt des Stückes gewesen sei. Die Figur des Richard sei aber im Vergleich zur Vorlage konventioneller gezeichnet und ihre Kritik am Kapitalismus abgeschwächt worden.
Der amerikanische Filmkritiker Emanuel Levy schrieb 2013, die Komödie sei eine klassische „Coming-of-Age-Geschichte“, in der O’Neill eine Jugend entwerfe, die der Autor nie gehabt habe. Der Film sei „nostalgische Americana“ und mit „zärtlichen und witzigen Szenen gefüllt“, in denen Richard seine Familie und sich selbst verstehen wolle.